# Greensburg (Kansas)
Greensburg – miasto w hrabstwie Kiowa w stanie Kansas w Stanach Zjednoczonych. Miasteczko zostało bardzo mocno zniszczone w wyniku przejścia tornada w maju 2007 roku.

## Przejście tornada w maju 2007

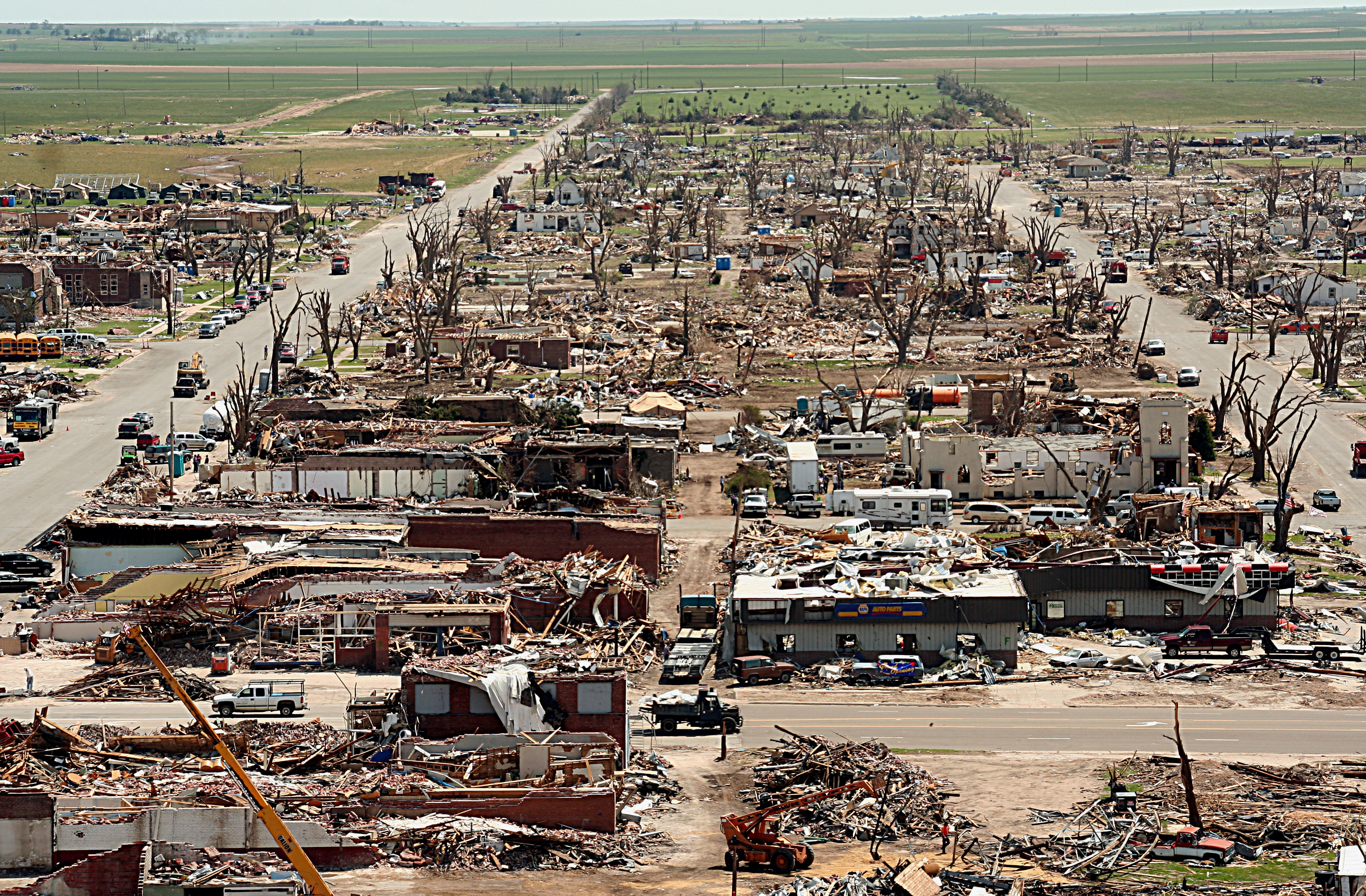
Greensburg po przejściu tornada

4 maja 2007 tornado spustoszyło miasto, zabijając 11 osób i raniąc ponad 65. Pas zniszczeń po przejściu tornada  miał szerokość od 2 do 2,4 km i plasuje się go w najwyższej w klasyfikacji tornad. Po jego przejściu przez Greensburg zrujnowane zostało 95% budynków miasta liczącego 1600–1800 mieszkańców. Również zniszczone zostało większość samochodów w mieście. Nienaruszony pozostał tylko miejscowy bar, który na jeden dzień tuż po przejściu tornada przekształcono w "kostnicę".

## Demografia
W 2000 mieszkało 1,574 ludzi było 730 gospodarstw domowych i 453 rodzin. Na 100 kobiet powyżej 18 roku życia przypada 88 mężczyzn. Średnia wieku to 46 lat. Średni dochód gospodarstwa domowego w mieście wynosił $28,438 a na całą rodzinę $39,188.
Skład etniczny
- Biali 97,01%,
- Rdzenni amerykanie 0,83%,
- Azjaci 0,06%,
- inne 2%

Grupy wiekowe:
- 0–18 lat: 21,5%
- 18–24 lat: 6,5%
- 25–44 lat: 20,5%
- od 45 wzwyż: 51,9%

W latach po klęsce żywiołowej liczba mieszkańców spadła do 777 osób w 2010 roku, a następnie do 740 osób w 2020 roku.